# BBIBP-CorV
BBIBP-CorV — один із двох кандидатів на інактивовану вакцину проти COVID-19, який виробляється китайською компанією «Sinopharm». Наприкінці грудня 2020 року було проведено клінічне дослідження III фази «BBIBP-CorV» в Аргентині, Бахрейні, Єгипті, Марокко, Пакистані, Перу та ОАЕ, в яких взяли участь понад 60 тисяч учасників.
9 грудня в ОАЕ оголосили проміжні результати III фази клінічного дослідження, згідно яких «BBIBP-CorV» має 86 % ефективність проти COVID-19. Наприкінці грудня компанія «Sinopharm» повідомила, що її внутрішній аналіз оцінив ефективність вакцини у 79 %. Хоча мРНК-вакцини проти COVID-19, зокрема тозінамеран та «Moderna», показали вищу ефективність — близько 90 %, проте для деяких країн можуть виникнути труднощі при їх транспортуванні, оскільки їм потрібні установки для глибокого заморожування та вантажівки. «BIBP-CorV» можна транспортувати та зберігати при незначному охолодженні.
Технологія виробництва «BBIBP-CorV» подібна на технологію виробництва інших інактивованих вакцин проти COVID-19, зокрема «CoronaVac» та «BBV152», які також проходять ІІІ фазу клінічних досліджень. Відсутність відкритих даних, пов'язаних з «BBIBP-CorV», може спричинити обмеження для «Sinopharm» у постачанні вакцини до Китаю та лише до кількох інших країн.
Станом на лютий 2021 року вакцина «BBIBP-CorV» використовувалася у вакцинальних кампаніях у низці країн Азії, Африки, Південної Америки та Європи.

## Клінічні дослідження

### Фази I—II
У квітні 2020 року Китай схвалив проведення клінічних досліджень кандидатів на вакцину COVID-19, розроблених Пекінським інститутом біологічних продуктів «Sinopharm» та Інститутом біологічних продуктів Уханя. Обидва кандидати на вакцину є хімічно інактивованими цільними вакцинами проти COVID-19.
15 жовтня Пекінський інститут біологічних продуктів опублікував результати своїх клінічних досліджень I фази (192 дорослих) та II фази (448 дорослих) вакцини «BBIBP-CorV», у яких показано, що «BBIBP-CorV» є безпечним і добре переноситься у всіх дозах, які застосовувались у дослідженні, у двох вікових групах. Антитіла проти SARS-CoV-2 виявлені у всіх, хто отримував вакцину, на 42 день. Ці дослідження проводились зокрема й серед осіб старших 60 років.
13 серпня Уханський інститут біологічних продуктів опублікував проміжні результати своїх клінічних досліджень I фази (96 дорослих) та II фази (224 дорослих). У звіті зазначається, що інактивована вакцина COVID-19 мала низьку частоту побічних реакцій, та продемонструвала імуногенність, але для більш тривалої оцінки безпеки та ефективності необхідно провести III фазу клінічних досліджень.
Вакцина «BBIBP-CorV» має характеристики, сприятливі для вакцинації у країнах, що розвиваються. Хоча мРНК-вакцини проти COVID-19, зокрема тозінамеран та «Moderna», показали вищу ефективність, аж до 90 %, проте для деяких країн можуть виникнути труднощі при їх транспортуванні, оскільки їм потрібні установки для глибокого заморожування та вантажівки. «BIBP-CorV» можна транспортувати та зберігати при незначному охолодженні. Хоча «Pfizer» і «Moderna» є одними з розробників, які покладаються на нову технологію мРНК, виробники вакцин мають десятиліття досвіду роботи з інактивованою вірусною технологією, яку використовує «Sinopharm».

### Фаза III

#### Африка та Азія
16 липня «Sinopharm» розпочав проведення клінічні дослідження III фази вакцини «BBIBP-CorV» за участю 31 тисячі добровольців в ОАЕ у співпраці з компанією «G42 Healthcare», що базується в Абу-Дабі. До серпня всі добровольці отримали свою першу дозу, і мали отримати другу дозу протягом наступних кількох тижнів. 9 грудня міністерство охорони здоров'я ОАЕ оголосило про офіційну реєстрацію «BBICP-CorV», після того як проміжний аналіз III фази клінічного дослідження показав, що «BBIBP-CorV» має 86 % ефективність проти інфікування COVID-19. Вакцина мала коефіцієнт сероконверсії нейтралізуючих антитіл у 99 % та 100 % ефективність у профілактиці середніх та важких випадків хвороби.
2 вересня 2020 року компанія «Sinopharm» розпочала клінічні дослідження III фази в марокканських містах Касабланка та Рабат за участю 600 осіб. У вересні 2020 року Єгипет надав дозвіл на проведення клінічного дослідження вакцини III фази, який триватиме один рік, і в якому братиме участь 6 тисяч осіб.
У серпні 2020 року компанія «Sinopharm» розпочала клінічне дослідження вакцини III фази в Бахрейні за участю 6 тисяч добровольців серед громадян країни та постійних мешканців країни-іноземних громадян. Під час нового набору на клінічне дослідження в листопаді 7700 людей зголосились добровільно взяти участь у клінічному дослідженні III фази в країні. Також наприкінці серпня компанія «Sinopharm» розпочала клінічне дослідження вакцини III фази в Йорданії на 500 добровольцях у лікарні принца Хамзи.
У Пакистані компанія «Sinopharm» у співпраці з Університетом Карачі розпочала клінічне дослідження вакцини за участю 3 тисяч добровольців.

#### Південна Америка
10 вересня компанія «Sinopharm» розпочала клінічне дослідження вакцини III фази в Перу з довгостроковою метою вакцинації загалом 6 тисяч осіб у віці від 18 до 75 років. У жовтні дослідження фази III були розширені, до них включили додаткові 6 тисяч добровольців. 26 січня доброволець, який отримав плацебо під час клінічного дослідження вакцини, помер від COVID-19.
16 вересня 2020 року в Аргентині розпочалось клінічне дослідження вакцини III фази на 3 тисячах добровольцях за участю «Elea Phoenix Laboratory».

## Виробництво
Виробничі потужності компанії «Sinopharm» у Пекіні зможуть виробляти 120 мільйонів доз на рік, інший завод компанії в Ухані зможе виробляти 100 мільйонів доз на рік. У жовтні 2020 року представник компанії «Sinopharm» заявив, що компанія буде мати можливість виробляти більше 1 мільярда доз вакцини у 2021 році.
У жовтні 2020 року дубайська компанія «G42 Healthcare» досягла домовленостей із «Sinopharm» про створення в ОАЕ та кількох іншим країнах регіону виробничих потужностей для виробництва «BBIBP-CorV», а зокрема ОАЕ виробляли б від 75 до 100 мільйонів доз у 2021 році.
У грудні 2020 року Єгипет повідомив про укладення угоди між «Sinopharm» та Єгипетською холдинговою компанією з біологічних продуктів та вакцин (VACSERA) щодо виробництва вакцини в Єгипті, яка також буде експортуватися до країн Африки після початку виробництва.
У грудні 2020 року повідомлено, що перші партії вакцини «BBIBP-CorV» до Марокко надходитимуть з Китаю, але країна також планує виробляти вакцину на своїй території.

## Маркетинг та постачання

### Азія
3 листопада 2020 року Бахрейн надав дозвіл на екстрене використання вакцини «BBIBP-CorV» для медичних працівників, які беруть безпосередню участь у боротьбі з епідемією коронавірусної хвороби. Кілька міністрів та високопосадовці також отримали щеплення цією вакциною, в тому числі Салман, наслідний принц Бахрейну. У грудні національний орган регулювання охорони здоров'я Бахрейну затвердив вакцину компанії «Sinopharm», посилаючись на дані клінічних досліджень III фази, які показали ефективність вакцини у 86 %.
У лютому 2021 року Бруней отримав першу партію вакцини компанії «Sinopharm», подаровану Китаєм.
У січні 2021 року прем'єр-міністр Камбоджі Гун Сен заявив, що Китай надасть Камбоджі мільйон доз вакцини «BBIBP-CorV». Міністерство охорони здоров'я Камбоджі надало дозвіл на екстрене використання вакцини 4 лютого, і розпочало кампанію вакцинації 10 лютого після надходження першої партії у 600 тисяч доз.
У Китаї компанія «Sinopharm» отримала схвалення на екстрене застосування вакцини в липні 2020 року. У червні, до початку програми екстреного вакцинування, працівникам державних фірм, які мали відбути у відрядження за кордон, було дозволено вакцинуватися однією з двох вакцин, що виробляються компанією «Sinopharm». У жовтні «Sinopharm» розпочала пропонувати безкоштовно вакцинуватися їх вакцинами студентам, які виїжджають за кордон для навчання у вищих учбових закладах. Станом на 30 грудня, державна адміністрація з лікарських засобів Китаю схвалила «BBIBP-CorV» для широкого застосування в країні. У лютому Макао отримав перші 100 тисяч з 400 тисяч доз, замовлених у «Sinopharm».
У січні 2021 року Ірак затвердив «BBIBP-CorV» для екстреного застосування.
У січні 201 року Йорданія схвалила «BBIBP-CorV» для екстреного застосування після попереднього схвалення вакцини проти COVID-19 «Pfizer»/«BioNTech». 13 січня у Йорданії розпочала кампанію вакцинації проти COVID-19.
У січні 2021 року Лаос розпочав вакцинацію медичних працівників у лікарнях В'єнтьяна вакциною «BBIBP-CorV», та отримав ще 300 тисяч доз вакцини на початку лютого.
У лютому 2021 року Непал схвалив «BBIBP-CorV» для екстреного застосування, чим надав дозвіл для ввезення 500 тисяч доз «BBIBP-CorV» до країни під грантову допомогу..
У грудні 2020 року Пакистан придбав 1,2 мільйона доз вакцини «BBIBP-CorV», яка була схвалена для екстреного застосування 18 січня 2021 року, а 2 лютого в країні розпочалась кампанія вакцинації проти COVID-19.
У січні 2021 року Шрі-Ланка заявила, що має отримати 300 тисяч доз «BBIBP-CorV», подарованих Китаєм, які мають надійти до країни в лютому.
14 вересня 2020 року ОАЕ схвалили застосування вакцини проти COVID-19 від «Sinopharm» для медичних працівників, які безпосередньо займаються боротьбою з епідемією, після успішних проміжних клінічних досліджень III фази. За словами міністра охорони здоров'я Абдулрахмана Аль-Овайса, результати досліджень на заключній стадії клінічних випробувань III фази показали, що вакцина ефективна і призвела до сильної імунної реакції та вироблення антитіл до вірусу. У грудні країна зареєструвала «BBIBP-CorV» після вивчення результатів проміжного клінічного дослідження. До 18 січня понад 1,8 мільйона осіб в ОАЕ отримали щеплення вакциною «BBIBP-CorV», яка доступна в країні безкоштовно для всіх її громадян та постійних жителів країни. У лютому 2021 року впливовий Лондонський клуб заявив, що ОАЕ проводять програму вакцинації від COVID-19 для багатих людей. ОАЕ пропонували купити «BBIBP-CorV» іноземним туристам. Це визнано стратегією ОАЕ із залучення туристів до країни, якою вона нехтувала глобальним дефіцитом вакцин та вимогою вакцинувати у першу чергу вразливі групи населення.

### Африка
Єгипет планує закупити 40 мільйонів доз вакцини компанії «Sinopharm», яка була схвалена для застосування в країні 3 січня 2021 року. Президент Абдель Фаттах Ас-Сісі оголосив про початок кампанії вакцинації, яка розпочнеться 24 січня 2021 року.
Марокко замовило 41 мільйон доз вакцин від «Sinopharm» та 25 мільйонів від «AstraZeneca», загалом 66 мільйонів доз. 23 січня Марокко схвалив «BBIBP-CorV» для екстреного використання, перші 500 тисяч доз прибули до країни 27 січня 2021 року.
У лютому 2021 року Намібія отримала в подарунок 100 тисяч доз вакцини «BBIBP-CorV».
У лютому 2021 року до Дакару прибули 200 тисяч доз вакцини для Сенегалу. Президент Макі Салл заявив, що щеплення в країні розпочнуться найближчим часом.
У січні 2021 року Сейшельські Острови заявили, що розпочнуть робити щеплення 10 січня 2021 року 50 тисячами доз вакцини, які вони отримали в подарунок від ОАЕ.
У лютому 2021 року Зімбабве закупило 600 тисяч доз вакцини, ще 200 тисяч доз подарував цій країні Китай, 18 лютого 2021 року в країні розпочалась вакцинальна кампанія.

### Південна Америка
У лютому 2021 року Болівія придбала 400 тисяч доз вакцини, ще 100 тисяч доз подарував країні Китай, вакцина мала надійти до країни в цьому ж місяці.
У січні 2021 року Перу повідомило про укладення угоди про придбання 38 мільйонів доз вакцини «BBIBP-CorV». 27 січня 2021 року Перу схвалило «BBIBP-CorV» для екстреного використання, та розпочало вакцинальну кампанію 9 лютого першими 300 тисячами доз.

### Європа
У січні 2021 року Сербія отримала мільйон доз «BBIBP-CorV», що стала першою європейською країною, яка отримала BBIBP-CorV. 19 січня Сербія схвалила вакцину, і міністр охорони здоров'я Златибор Лончар став першим в країні, кому зробили щеплення цією вакциною.
У січні 2021 року Угорщина стала першим членом ЄС, який схвалив вакцину «BBIBP-CorV», підписавши угоду на 5 мільйонів доз. Перші 550 тисяч доз прибули до Будапешта 16 лютого.
У січні 2021 року, за повідомленням міністерства охорони здоров'я, Чорногорія підписала угоду про постачання вакцини «BBIBP-Corv» до кінця січня.
У лютому 2021 року Білорусь отримала 100 тисяч доз вакцини «BBIBP-CorV».
У лютому 2021 року Північна Македонія підписала угоду на постачання 200 тисяч доз «BBIBP-CorV», якою країна сподівалась розпочати свою програму вакцинації не пізніше кінця цього місяця.

## Суперечки щодо застосування

### Відсутність публічних даних та довіри
На відміну від вакцин тозінамеран, вакцини проти COVID-19 виробництва Оксфорд-«AstraZeneca», «Moderna» та вакцини компанії «Johnson & Johnson» Ad26.COV2.S, опубліковано мало інформації щодо безпеки та ефективності китайської вакцини «BBIBP-CorV». ОАЕ повідомили, що ознайомились із проміжним аналізом даних «Sinopharm», який показав, що вакцина на 100 % ефективна для запобігання помірних та важких випадків COVID-19, але не зазначили, чи проводився самостійний аналіз даних про випадки при аналізі. Було незрозуміло, як «Sinopharm» робив висновки, оскільки в повідомленні ОАЕ про схвалення «BBIBP-CorV» помітно бракувало таких деталей, як кількість випадків COVID-19 у групі плацебо та в групі тих, хто отримав вакцину, та вік учасників дослідження. Чженмін Чен, епідеміолог Оксфордського університету, сказав: «Важко сказати, наскільки ефективною є вакцина. Сподіваюся, вона дійсно ефективна».
Відсутність відкритих даних, пов'язаних з «BBIBP-CorV», може спричинити обмеження для «Sinopharm» у постачанні вакцини до більшості країн світу, оскільки впевненість у безпеці та ефективності «BBIBP-CorV» буде мати вирішальне значення для її успішного впровадження на міжнародному рівні. Чен сказав, що для переконання інших країн закуповувати саме цю вакцину потрібні вагомі наукові докази та достовірні дані про її ефективність, які можна буде перевірити. Станом на 30 грудня 2020 року жодних детальних даних про ефективність вакцини не було оприлюднено для публічного ознайомлення. Чен заявив, що хоча нещодавнє схвалення Китаєм вакцини може підвищити довіру до BBIBP-CorV, для того, щоб вийти на світовий ринок, потрібно більше даних. Керівник «Sinopharm» заявив, що докладні дані будуть опубліковані пізніше та опубліковані в наукових журналах Китаю та за кордоном.
Президент «Sinopharm» Ву Юнлін заявив, що результати клінічних досліджень перевищують вимоги ВООЗ, але директор великої фармацевтичної компанії в Шанхаї висловив скептицизм щодо досліджень і висловив сподівання, що регулятори ліків у Бахрейні та ОАЕ не будуть дотримуватися тих самих стандартів, що й китайські регуляторні органи. Дехто, включно медичних працівників у Китаї, мали намір бути обережними щодо вакцини. Один з лікарів провідної лікарні в Шаньдуні сказав, що він не збирається щеплюватися цією вакциною через проблеми безпеки, додавши, що вона все ще перебуває у стадії клінічних випробувань.
У січні 2021 року уряд Філіппін звернув увагу на занепоєння широкої громадськості щодо проблем безпеки вакцин COVID-19, та прокоментував повідомлення закордонних інформаційних агентств щодо застосування «BBIBP-CorV», де перелічено 73 побічні ефекти вакцини, включаючи втрату зору та смаку, а також артеріальну гіпертензію. Уряд заявив, що агентство з лікарських засобів країни ретельно розгляне всі документи, включаючи звіт про 73 побічні реакції, якщо «Sinopharm» подасть заявку на клінічне застосування або схвалення екстреного використання вакцини.

### Несанкціоноване застосування в азійських країнах
30 грудня міністр оборони Філіппін Дельфін Лоренцана заявив в одному з інтерв'ю, що принаймні одному міністру і охоронцям президента Родріго Дутерте було зроблено щеплення вакциною «BBIBP-CorV», які були завезені контрабандним шляхом, але, на його думку, те, що сталося, виправдано. Бригадний генерал Хесус Дуранте, глава президентської охорони, заявив, що він був вимушений ризикнути зробити щеплення частині своїх підлеглих, оскільки вони забезпечують близьку безпеку Дутерте, який у 75 років дуже вразливий до COVID -19. Інгмінг Аберія, кореспондент видання «The Manila Times», прокоментував повідомлення, що буцімто генеральний директор агентства з лікарських засобів Філіппін Енріке Домінго мав підстави вважати, що «Sinopharm» може завдати шкоди особам, яким ввели цю вакцину, враховуючи те, що не була видана ліцензія на застосування цієї вакцини в жодній країні світу, проте зі «самозбереження» він не буде пред'являти звинувачення президентській охороні.
1 січня 2021 року газета «Майніті Сімбун» повідомила, що 18 заможним людям, у тому числі кільком власникам провідних японських компаній, з листопада 2020 року проводились щеплення вакцинами «Sinopharm». Вакцини були завезені китайським консультантом, наближеним до високопоставленого члена Комуністичної партії Китаю. Після появи цього повідомлення посольство Китаю в Японії висловило своє невдоволення неперевіреними заявами японських засобів масової інформації.